# Municipio de West Beaver
El municipio de West Beaver (en inglés: West Beaver Township) es un municipio ubicado en el condado de Snyder en el estado estadounidense de Pensilvania. En el año 2000 tenía una población de 1.124 habitantes y una densidad poblacional de 15 personas por km².

## Geografía
El municipio de West Beaver se encuentra ubicado en las coordenadas 40°47′00″N 77°19′59″O / 40.78333, -77.33306.

## Demografía
Según la Oficina del Censo en 2000 los ingresos medios por hogar en la localidad eran de $33,221 y los ingresos medios por familia eran $36,346. Los hombres tenían unos ingresos medios de $28,026 frente a los $19,563 para las mujeres. La renta per cápita para la localidad era de $14,143. Alrededor del 10,9% de la población estaban por debajo del umbral de pobreza.